# Igor Medved
Igor Medved, slovenski smučarski skakalec, * 9. marec 1981, Ljubljana, Slovenija.
Medved, član SSK Ilirija, je v svetovnem pokalu debitiral v sezoni 2000/01 na tekmi Novoletne turneje v Bischofshofnu. Prve točke je dobil v Salt Lake Cityju za 16. mesto. Njegov najboljši dosežek je 3. mesto na tekmi v Trondheimu iz iste sezone. Bil je tudi član odprave na olimpijske igre v Salt Lake Cityju leta 2002, vendar ni nastopil na posamičnih tekmah, za ekipno tekmo pa ga je v internih kvalifikacijah premagal Damjan Fras. Dobil pa je priložnost na ekipni tekmi v svetovnem pokalu v Lahtiju, ko je slovenska ekipa osvojila 2. mesto. Sezono je končal kot 24. skakalec sveta. Kasneje v svetovnem pokalu ni več dobil veliko priložnosti, skrhala pa se mu je tudi forma. Kmalu je izginil iz svetovnega vrha, nastopal je na nižjih tekmovanjih.
5. januarja 2006 se je odločil, da skakalne smuči odloži v kot in se posveti delu z mladimi skakalci.